# NGC 7148
NGC 7148 é uma estrela dupla na direção da constelação de Pegasus. O objeto foi descoberto pelo astrônomo Heinrich d'Arrest em 1865, usando um telescópio refrator com abertura de 11 polegadas. 